# Toppreportrarna
Toppreportrarna (original Dateline:Danger!) är en amerikansk tecknad dagspresserie skapad av tecknaren Al McWilliams och manusförfattaren John Allan Saunders och producerad mellan åren 1968 och 1974. Serien har även kallats Våghalsarna i Sverige.
Serien handlar om två undersökande journalister, varav den ena är färgad, vilket var ganska uppseendeväckande i serievärlden på den tiden. Serien publicerades under en kort tid i början av 1970-talet i serietidningen Agent X9.